# Povarszkaja ulica
A Povarszkaja ulica (röviden Povarszkaja, magyarul Szakács utca) Moszkva egyik központi fekvésű, középkori eredetű utcája, amely mentén a 18–19. században előkelő nemesi családok sora építtetett házat. (1923 és 1994 között az ulica Vorovszkij nevet viselte.) Ma is gazdag műemlék épületekben. Ebben az utcában, a 21. szám alatt található a Balassi Intézet moszkvai fiókintézménye, a Magyar Kulturális, Tudományos és Tájékoztatási Központ épületkomplexuma számos vendégszobával.

## Elhelyezkedése
Az utca a moszkvai Központi közigazgatási körzetben fekszik, azon belül az Arbat kerületben, illetve egy szakaszán határos a Presznyenszkij kerülettel. Hegyesszöget zár be a 20. század hatvanas éveiben kialakított modern Új Arbat utcával.

## Története
Az utca a moszkvai Kremlből nyugat-északnyugati irányban vezető fontos országút kezdeti szakasza mentén alakult ki. Már a 14–15. században élénk forgalom volt rajta Velikij Novgorod irányában, amely egy időben a Hanza-szövetség tagjaként kereskedelmi kaput jelentett Oroszország számára Észak- és Nyugat-Európa felé.
A 16–17. században itt éltek a cári udvarban szolgáló szakácsok és más konyhai személyzet. A környező mellékutcák, közök elnevezéseiben szerepelt a késesek, asztalterítősök, kenyeresek és más szakmák neve is.
I. Péter orosz cár átköltöztette a fővárost a mai Szentpétervárra, ezzel a Povarszkaja megszűnt a cári konyha szolganépének telepe lenni. A Kremlhez közel fekvő terület hamarosan arisztokrata családok lakóhelyévé változott át. Nagy udvarházak épültek, eleinte fából, de fokozatosan megjelentek a kőépületek is. Ekkoriban épült az utca elején, a Kremlhez közelebb fekvő szakaszon Oszlopos Simeon ma is álló temploma.
1716-ban az utca mentén már álltak a Bogatinszkij, Szibirszkij, Gagarin és más hercegi családok palotái. Katonatisztek, ügyvédek is laktak az utcában. Egy 1775-ös összeírás szerint volt itt még hét fazekasműhely is. Az épületek nagy többsége azonban fából épült, amiket aztán az 1812-es nagy moszkvai tűzvész megsemmisített.
Az újjáépítés során egy sor olyan épületet emeltek, amelyek mind a mai napig állnak az utcában. Ekkoriban épült vagy épült újjá itt a Dolgorukij, a Gagarin, a Seremetyev és más hercegi, grófi családok, arisztokraták városi háza. A 19. század első harmadában az utcában lakott Lermontov, Denisz Vasziljevics Davidov költő és tábornok, valamint Puskin szülei. Maga a költő is gyakran tartózkodott itt a barátainál, itt olvasta fel először Poltava című hőskölteményét. Egy 1831-ben kiadott moszkvai útikalauz azt írja az utcáról, hogy az sík és egyenes, mint a fénysugár, nincsenek benne nagy paloták, de egészében nagyon szép.
A 19. század legvégén a Povarszkaja lett az egyike az első moszkvai utcáknak, amelyeket fásítottak: hársfákat ültettek a járdák mentén. A tömegközlekedés fejlesztéséből azonban az utca kimaradt, sem a lóvasút, sem az új villamosvonalak nem érintették, hiszen az itt élő arisztokraták rendelkeztek saját közlekedési eszközzel. A 20. század elején egy sor olyan ház épült itt, amelyek azóta is meghatározzák az utcaképet. Az arisztokraták mellett a nagypolgárság képviselői is építtettek itt maguknak házakat a kor legjelentősebb építészeivel.
1914-ben az utcában 54 ház állott, hat közülük egyházi tulajdonban volt, 4 különböző intézményeké, 16 hercegi, grófi, nemesi tulajdonban volt, a többi 28 pedig kereskedőké és köztiszteletben álló polgároké. Az egyházi létesítmények, templomok körül kis parkok voltak, amelyek oázist jelentettek as zárt házsorok között. A papok házai meglehetősen egyformák voltak, fából épültek félemelettel, egységesen barnára festve, mivel más színt nem volt szabad használniuk. Nyárra az utca gazdag lakói általában vidéki kúriáikba költöztek, így a Povarszkaja szinte kiürült.
Mind az 1905-ös, mint az 1917-es forradalmak idején az utca elkeseredett összecsapások színhelye lett. 1905 decemberében a forradalmárok barikádokat emeltek a cári csapatok ellen, 1917-ben a bolsevikok itt csaptak össze a junkerekkel, majd az anarchistákkal, akik néhány házba befészkelték magukat.

### Szovjet korszak
A Povarszkaja csak az októberi forradalom után kapott aszfaltborítást és közvilágítást. 1923-ban az utcát átkeresztelték Vaclav Vaclavovics Vorovszkij, az első bolsevik diplomaták egyikének nevére, aki fehérterroristák merényletének esett áldozatul Svájcban. Az 1920—1930-as években az utcában több egyházi épületet lebontottak, helyükbe modern, konstruktivista stílusú épületeket emeltek, mint a 33-as és a 25-ös számú épületek, amiket a Vesznyin testvérpár tervezett. Irodalmi intézmények is megtelepültek az utcában: a Gagarinok korábbi házában kapott helyet a Gorkijról elnevezett Világirodalmi Intézet és Gorkij irodalmi múzeuma; a Dolgorukij hercegek házában pedig egy irodalmi-művészeti főiskola, majd a Szovjetunió Írószövetsége. Egy további épület az irodalmárok központi háza lett.

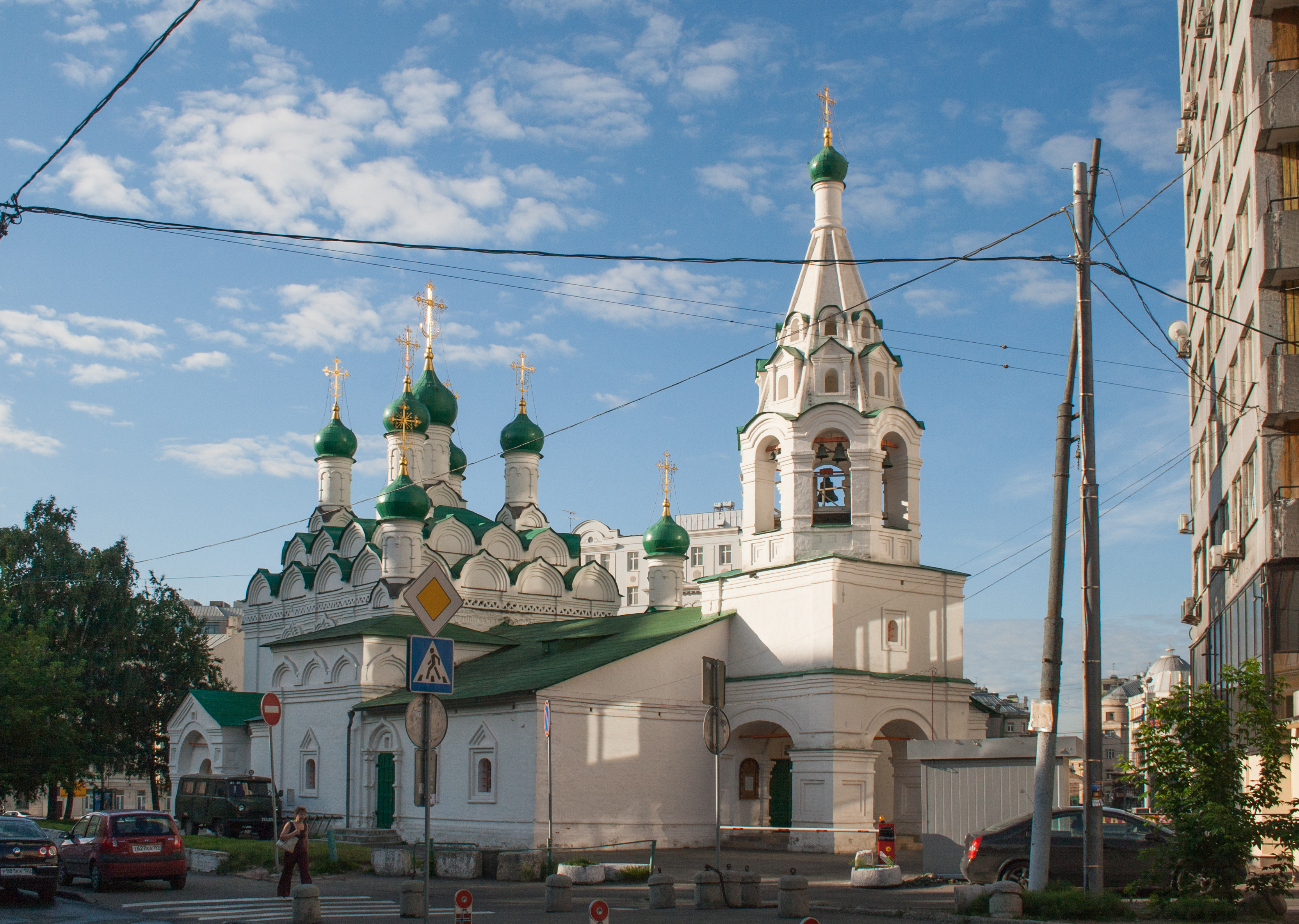
Oszlopos Simeon temploma a Povarszkaján
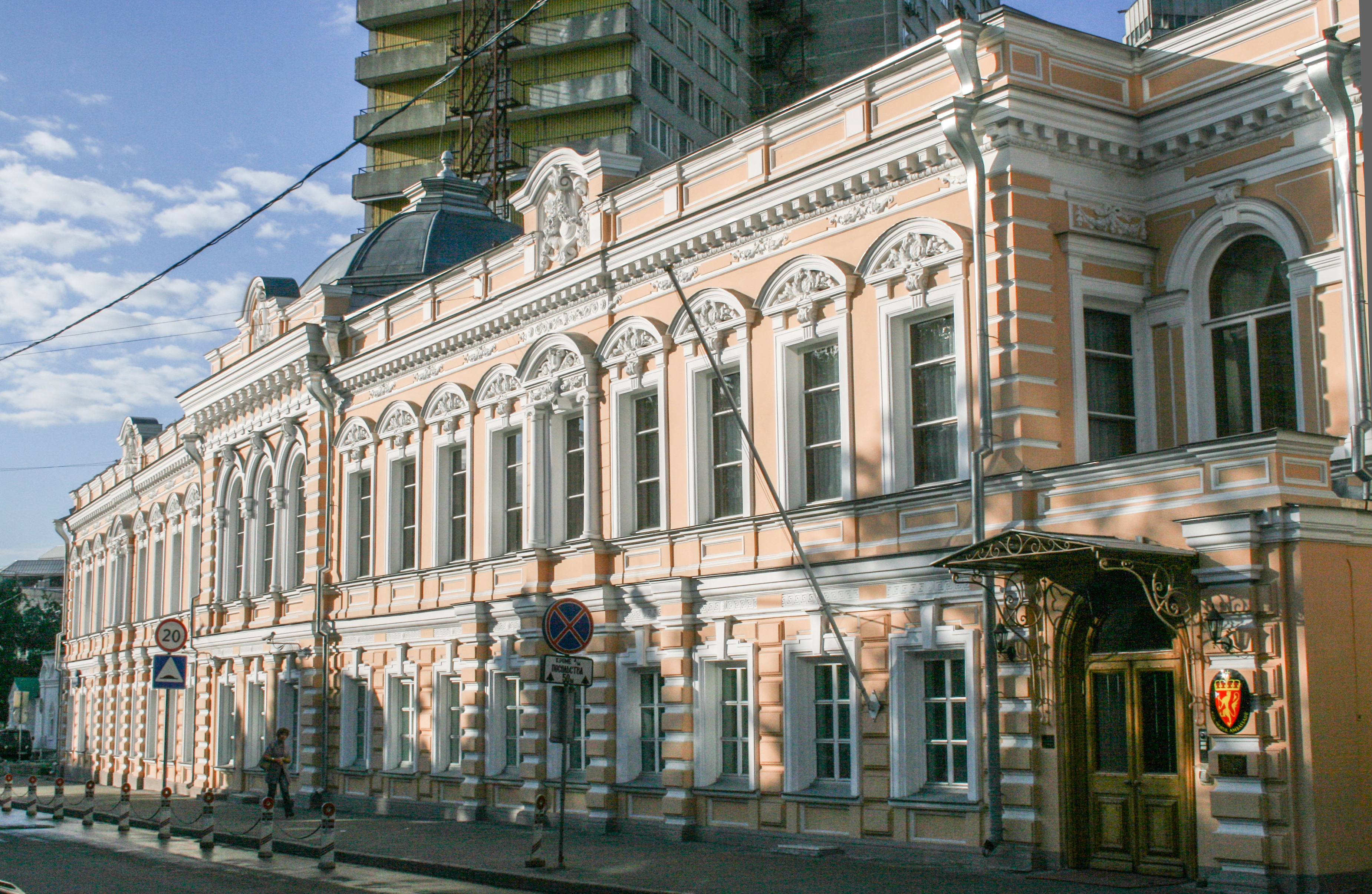
A norvég nagykövetség épülete
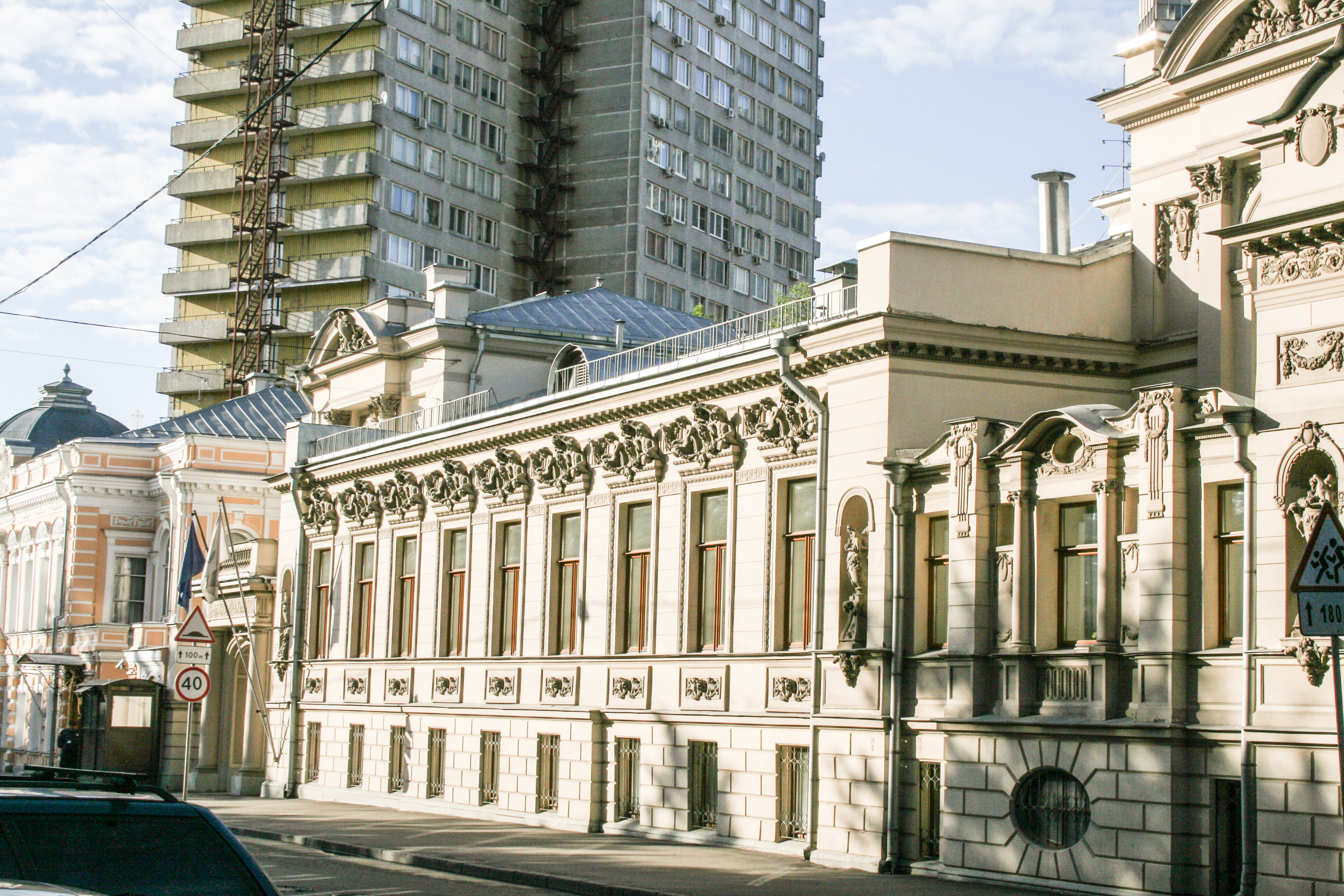
Műemlék épület a Povarszkaján

### A rendszerváltás után
1994.ben az utca visszakapta eredeti nevét. 1997-ben az utca legnagyobb részét bekapcsolták a Povarszkaja – Bolsaja Nyikitszkaja elnevezésű műemléki védettségű övezetbe. Az utca számos épületében nagykövetségek, diplomáciai képviseletek kaptak helyet, így Norvégia, a Ciprusi Köztársaság, Grenada, Afganisztán, Új-Zéland külképviseletei, a német nagykövet rezidenciája, Magyarország, valamint Litvánia kulturális intézete.
Az utcán több emlékmű, szobor is látható, így Makszim Gorkij, Lev Nyikolajevics Tolsztoj és Ivan Alekszejevics Bunyin szobra. 2010-ig az utcában volt egy védett, kétszáz éves szilfa is, de az az akkori rendkívüli nyári hőség áldozatává vált.
2010-ben az utcában három múzeum működött, köztük a Gorkij Irodalmi Múzeum. Emellett két kisebb színház is van az utcában, valamint két koncertterem. További kulturális eseményeket szerveznek rendszeresen a magyar és a litván kultúrintézetekben. A Világirodalmi Intézet mellett más tudományos és oktatási intézmények is jelen vannak, mint egy zeneiskola és egy kísérleti középiskola.
A 21. század elején két modern épület épült a Povarszkaján: egy lakóépület a 28. szám alatt és az Oroszországi Legfelsőbb Bíróság magasépülete a 13. szám alatt.

## Moszkvai Magyar Kulturális Intézet

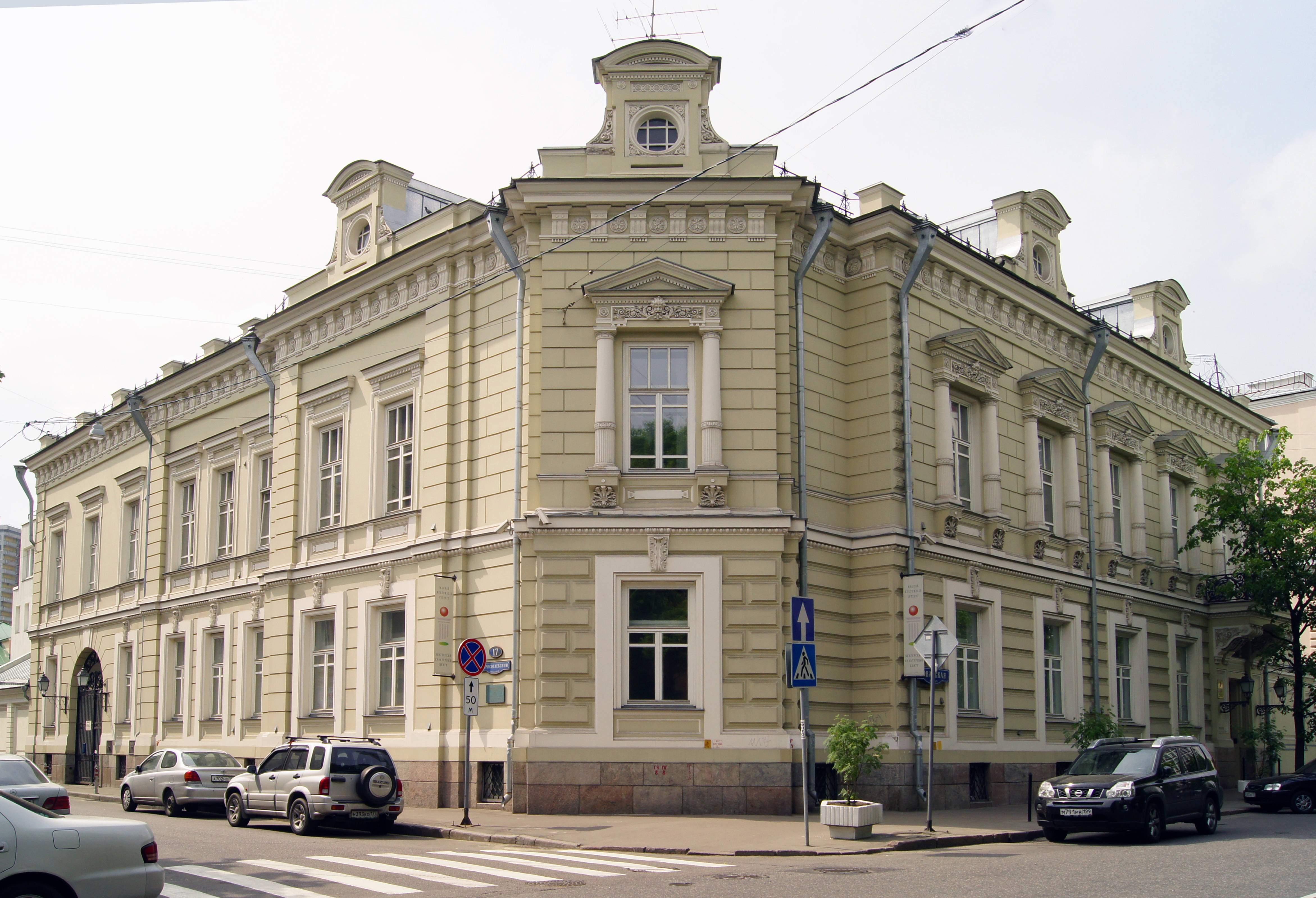
A Magyar Kulturális Intézet épülete. Balra a Boriszoglebszkij pereulok, jobbra a Povarszkaja

A teljes hivatalos nevén Magyar Kulturális, Tudományos és Tájékoztatási Központ, Moszkva a Povarszkaja 21. szám alatt, a Boriszoglebszkij pereulok sarkán található. A kétszintes kőépületet 1887-ben A. I. Noszenkov kereskedő építtette eklektikus stílusban, Alekszandr Sztyepanovics Kaminszkij neves építész tervei alapján. A többször gazdát cserélt ház a szovjet időkben állami tulajdonba került, és az 1920-as években a lengyel diplomáciai képviselet kapott helyet benne. 1935-től az épületet a Szovjetunióval kötött egyezmény alapján Magyarország kapta meg örökös használatra, a szentpétervári egykori osztrák–magyar nagykövetség épületéért cserébe, és itt nyílt meg a magyar követség. 1967-ben az akkor már nagykövetségi rangú magyar külképviselet átköltözött a Moszfilmovszkaja ulicába, az épületet a nagykövetség kereskedelmi kirendeltsége, valamint magyar vállalati képviseletek kapták meg. Az épületet 1991. július 1-vel vette át a Balassi Intézet, és azóta a magyar kulturális diplomácia moszkvai központjaként működik.
A ház 2009-ben orosz műemléki státust és védelmet kapott.

## Közlekedés
Az utca egész hosszában két sávos közúti közlekedés van. A Povarszkaja az úgynevezett „különleges utak” egyike, amelyet az állami vezetők is használnak, ezért a moszkvai közlekedési rendőrségnek joga van a forgalom korlátozására szükség esetén.
Az utca belvárosi kezdetétől 230 méterre található az Arbatszkaja metróállomás, 380 méterre pedig az Arbatszkaja (Filjovszkaja) állomás a Filjovszkaja vonalon. Az utca végétől 400 méterre fekszik a Barrikadnaja és 570 méterre a Krasznopresznyenszkaja metróállomás. Ez utóbbiak vannak közelebb a magyar kultúrintézethez.
Az utcán a 21. században felszíni tömegközlekedés nincs, csak egyes szomszédos utcák megállóiról közelíthető meg.

## Fordítás
- Ez a szócikk részben vagy egészben a Поварская улица című orosz Wikipédia-szócikk ezen változatának fordításán alapul.  Az eredeti cikk szerkesztőit annak laptörténete sorolja fel. Ez a jelzés csupán a megfogalmazás eredetét és a szerzői jogokat jelzi, nem szolgál a cikkben szereplő információk forrásmegjelöléseként.